# Български радиоуправляеми авиомишени

## Кратък обзор
От 1968 г. в България се проектират и произвеждат малки летателни апарати, дистанционно управляеми – с основно предназначение като авиомишени за обучение и стрелба по ниско летящи и маневриращи цели, от противовъздушната отбрана на войските.
В таблицата по-долу са дадени някои основни данни на произвеждани в промишлеността РУАМ. Най-голям брой са произведени от РУМ-2 МБ – над 1000; най-дълго е била в експлоатация „Ястреб-2“ в различни модификации – над 25 години. Всичките са реализирани по български проекти.
| тип      | Приет опитен образец (година) | Маса полетна макс. (кг) | Мощност на двигателя (кс) | Скорост-макс. (км/ч) | Радиус на действие (км) | Апаратура за управление |
| -------- | ----------------------------- | ----------------------- | ------------------------- | -------------------- | ----------------------- | ----------------------- |
| РУМ-1    | 1967                          | 2                       | 0.5                       | 50                   | 1.5                     | ТХ/RX-14                |
| РУМ-2    | 1967                          | 9                       | 1                         | 115                  | 2                       | ТХ/RX-14                |
| РУМ-2М   | 1969                          | 11                      | 1                         | 120                  | 2                       | ТХ/RX-14                |
| РУМ-2МБ  | 1971                          | 14                      | 2                         | 130                  | 2                       | Явор-1                  |
| М-200    | 1971                          | 28                      | 4                         | 170                  | 2                       | Явор-1                  |
| УтРУМ    | 1974                          | 7                       | 1 2                       | 125 145              | 2                       | Явор-1                  |
| Р-200    | 1975                          | 30                      | 6                         | 160                  | 8                       | Явор-1М+ оптика         |
| Ястреб-1 | 1978                          | 58                      | 10                        | 200                  | 10                      | Явор-2 + оптика         |
| Ястреб-2 | 1981                          | 62                      | 10 15 20                  | 190 210 250          | 12 50                   | САС-Пилот               |
| Ястреб-2 | 1981                          | 62                      | 10 15 20                  | 190 210 250          | 12 50                   | САС-Пилот М + програма  |
| Ястреб-3 | 1982                          | 62                      | 10                        | 190                  | 30                      | ВИЗЬОР                  |

Комплексът „Ястреб-3“ не е произвеждан в серия.

## Допълнителни сведения за РУАМ от таблицата
- Габаритите по разпереност не надвишават 3.5 м.
- РУМ-1,2 и 2М са типична авиомоделна технология с вносни материали и комплектовки.
- РУМ-2МБ и всички следващи са с български материали и комплектовки, в това число апаратурите за дистанционно управление.
- Радиоапаратурите за управление TX/RX-14, Явор-1, Явор-1М и Явор-2 са авиомоделен тип.
- САС-Пилот и ВИЗЬОР са пилотажно-навигационни комплекси за дистанционно управление от пилот – оператор и по програма, на далечни разстояния без оптически средства. С ВИЗЬОР могат да се управляват два летателни апарата едновременно.
- Двигателите на всички са бутални. На РУМ-1, РУМ-2, РУМ-2М, РУМ-2МБ и УтРУМ са метанолови с нагревни свещи, на останалите – бензинови с искрово запалване.
- РУМ-1, РУМ-2, РУМ-2М, РУМ-2МБ и УтРУМ излитат и кацат на собствен колесник. РУМ-2М и РУМ-2МБ имат аварийни парашути (за аварийно кацане). М-200 излита от пневматичен катапулт, Р-200 и Ястребите – от къси релси с ракетни стартови ускорители. Кацат с парашут (Р-200 и „със спирачна ракета“), Ястребите – на надувни въздушни възглавници, а М-200 – на плазове.
- Стрелбата по РУАМ се води или директно по мишената, или по нейните „тактически товари“ – всички носят на борда си (с изключение на РУМ-1 и УтРУМ, които основно са предназначени за обучение на пилот – оператори) – ръкав или конус, имитационни парашутчета, топлинни излъчватели, пасивни смутители, пасивни отражатели – в различни комбинации, според задачите за стрелба. Ястреб-1, 2 и 3 се комплектоват с теглен от мишената малък планер с акустична радиолектронна апаратура за отчитане точността на стрелбата (също българска разработка и производство). Ястреб-2 може да носи активен радиоелектронен смутител тип „Стършел“ (българско изделие) за създаване на сложна обстановка в ефира.
- Провеждани са успешни експериментални полети на „Ястреб-1“ с TV камера и предавател на борда за наблюдение от въздуха в реално време, а с Ястреб-2 – за екопатрулиране, за контрол на радиационния фон.
- През 2007 година влиза в експлоатация модернизирана скоростна авиомишена Ястреб – 2МГ. Модернизацията обхваща силовата установка – монтиран е ванкелов двигател AR731 с максимална мощност от 38 к.с., авиониката и средствата за излитане. Максилмалната скорост на Ястреб-2МГ е увеличена на 320 км/ч. На краищата на крилото са монтирани специални радиолокационни отражатели, които значително увеличават ЕОП на мишената.
- През септември 2007 бяха проведени успешни бойни стрелби по Ястреб-2МГ от страна на ВВС с изтребител МиГ-29. Мишената е в серийно производство в Авиотехника ЕООД – Пловдив.